# 亞厘畢·堅尼地
亞厘畢·堅尼地爵士（英語： KPM；1906年5月11日—1991年10月11日），英國北愛爾蘭警務人員，1961至1969年間擔任皇家阿爾斯特警察（今北愛爾蘭警務處）總監。
他於1924年加入警隊，1936年任區督察，1951年任郡督察，1954年任貝爾法斯特警務處副處長，1957年任副警務總監，1961年任警務總監，1969年退休。